# Ulrike Becker (Übersetzerin)
Ulrike Becker (* 15. März 1959 in Thuine, Landkreis Lingen) ist eine deutsche Übersetzerin und Kulturmanagerin.
Ulrike Becker studierte Amerikanistik und Theaterwissenschaften. Seit 1989 arbeitet sie als Übersetzerin; ihr Schwerpunkt liegt auf der Literaturübersetzung aus dem Englischen. Zudem ist sie als Kulturveranstalterin tätig; von 2003 an gehörte sie zehn Jahre lang zur künstlerischen Leitung des Tanzfestivals Tanz im August in Berlin. 
Sie lebt in Berlin-Schöneberg und Lingen (Ems).

## Übersetzungen (in Auswahl)
- Barbara Gowdy: Der weiße Knochen (1999), Hilflos (2007), Kleine Schwester (2017)
- Tim Parks: Europa (1998), Schicksal (2001), Stille (2006), Träume von Flüssen und Meeren (2009), Sex ist verboten (2012), Italien in vollen Zügen (2014), Mr. Duckworth sammelt den Tod (2015), Worüber wir sprechen, wenn wir über Bücher sprechen (2016), Thomas & Mary (2017)
- Julia Rothman: Auf dem Land (2016), Alles, was schmeckt (2017)
- Harriet Russell: Unmöglich?! (2013), Meer malen (2014)
- Jesmyn Ward: Vor dem Sturm (2013), Singt, ihr Lebenden und ihr Toten, singt (2018)